# 蒲西乡
蒲西乡，是中华人民共和国四川省阿坝藏族羌族自治州壤塘县下辖的一个乡镇级行政单位。

## 行政区划
蒲西乡下辖以下地区：
斯跃武村、蒲西村、尤日村、小伊里村和大伊里村。